# Campeonato Acriano de Futebol de 2015
O Campeonato Acreano de Futebol de 2015, ou também Campeonato Acreano Gazin de 2015 por questões de patrocínio, foi a 88.ª edição da principal divisão do futebol acreano e a 70.ª organizada pela Federação de Futebol do Estado do Acre (FFAC). Teve o Rio Branco-AC como campeão e o Galvez como o vice-campeão. O Náuas foi rebaixado para a Segunda Divisão da temporada seguinte. Alexandre Matão, do Rio Branco, foi o maior goleador do torneio, com 14 gols.

## Equipes participantes
| Equipe                              | Cidade            | Em 2014         | Estádio                | Capacidade | Títulos             | Participações |
| Alto Acre Futebol Club              | Epitaciolândia    | 7º              | Antônio Araújo         | 6 000      | 0 (não possui)      | 6             |
| Amax Esporte Clube                  | Xapuri            | 1º (2ª Divisão) | Álvaro Felício Abrahão | 2 000      | 0 (não possui)      | 1             |
| Atlético Acreano                    | Rio Branco        | 2º              | Arena da Floresta      | 20 000     | 6 (último em 1991)  | 64            |
| Galvez Esporte Clube                | Rio Branco        | 4°              | Florestão              | 10 000     | 0 (não possui)      | 3             |
| Náuas Esporte Clube                 | Cruzeiro do Sul   | 6º              | Arena do Juruá         | 5 000      | 0 (não possui)      | 8             |
| Plácido de Castro Futebol Clube     | Plácido de Castro | 3°              | Arena da Floresta      | 20 000     | 1 (último em 2013)  | 8             |
| Rio Branco Football Club            | Rio Branco        | Campeão         | Arena da Floresta      | 20 000     | 43 (último em 2014) | 70            |
| Associação Desportiva Vasco da Gama | Rio Branco        | 5°              | Florestão              | 10 000     | 3 (último em 2001)  | 58            |

## Regulamento
Na Primeira Fase, os oito clubes jogam entre si em turno e returno. Os quatro mais bem colocados se classificam para as semifinais.
Na semifinal, disputada em jogos de ida e volta, o 1º colocado na Primeira Fase enfrenta o 4º e o 2º enfrenta o 3º. Os vencedores vão à final, também disputada em ida e volta.
Na semifinal e na final, os clubes com melhor campanha na Primeira Fase jogam com vantagem de dois resultados iguais. O campeão e o vice disputarão a Copa do Brasil de 2016. O melhor classificado disputará a Série D de 2015, mas caso o Rio Branco-AC se consagre campeão a vaga da Série D ficará com o vice campeão.

## Primeira Fase

### Classificação
Atualizado em 03 de junho de 2015.